# My Favorite War
Pour plus de détails, voir Fiche technique et Distribution.
My Favorite War est un film d'animation letton et norvégien réalisé par Ilze Burkovska Jacobsen et sorti en 2020.

## Synopsis
L'histoire d'une petite fille qui découvre la guerre et ses ravages.  

## Fiche technique
- Titre original : My Favorite War
- Réalisation : Ilze Burkovska Jacobsen
- Scénario : Ilze Burkovska Jacobsen
- Musique : Karlis Auzans
- Direction artistique : Sven Nyhus
- Animation : Toms Burans, Krisjanis Abols, Amis Zemitis, Kerija Arne et Nils Hammers
- Photographie : Andrejs Verhoustinskis, Trond Jacobsen et Marcis Abele
- Montage : Julie Vinten et Reinis Rinka
- Production : Trond Jacobsen et Guntis Trekteris
  - Production exécutive : Karina Weitz
- Sociétés de production : Bivrost Film & TV et Ego Media
- Société de distribution :
- Pays de production :  Lettonie et  Norvège
- Langue originale : anglais
- Format : couleur
- Genre : animation
- Durée : 77 minutes
- Dates de sortie :
  - France : 15 juin 2020 (Festival international du film d'animation d'Annecy, en ligne) ; 20 avril 2022 (sortie nationale)

## Distribution
- Ilze Burkovska Jacobsen : elle-même
- Mare Eihe
- Madara Bore
- Regina Razuma
- Kasparas Znotinš
- Anete Varnaga
- Anta Krūmina
- Ārija Stūrnieca
- Pēteris Krilovs
- Juris Kalniņš
- Aigars Apinis
- Indra Burkovska
- Lolita Cauka
- Santa Didžus
- Reinis Pētersons
- Kārlis Silkalns
- Krišjānis Pērkons
- Kārlis Jurgis Pērkons
- Zane Kreicberga
- Gatis Burkovska

## Accueil
Le film a été sélectionné au Festival international du film d'animation d'Annecy 2020 dans la catégorie Contrechamp. En raison de la pandémie de Covid-19, cette édition s'est faite « en ligne », mais sans diffusion publique de certains longs métrages. Ce film faisait partie de ceux disponibles en intégralité pour le public.

## Distinctions
- Festival international du film d'animation d'Annecy 2020: Prix Contrechamp et Prix du jury SensCritique